# Tubulipora admiranda
Tubulipora admiranda är en mossdjursart som beskrevs av Osburn 1953. Tubulipora admiranda ingår i släktet Tubulipora och familjen Tubuliporidae. Inga underarter finns listade i Catalogue of Life.